# Tamborina
Tamborina is een geslacht van rechtvleugeligen uit de familie krekels (Gryllidae). De wetenschappelijke naam van dit geslacht is voor het eerst geldig gepubliceerd in 1983 door Otte & Alexander.

## Soorten
Het geslacht Tamborina omvat de volgende soorten:
- Tamborina affinis Chopard, 1925
- Tamborina australis Walker, 1869
- Tamborina choota Otte & Alexander, 1983
- Tamborina entrea Otte & Alexander, 1983
- Tamborina ilima Otte & Alexander, 1983
- Tamborina imurana Otte & Alexander, 1983
- Tamborina jirranda Otte & Alexander, 1983
- Tamborina kanina Otte & Alexander, 1983
- Tamborina loorea Otte & Alexander, 1983
- Tamborina malteea Otte & Alexander, 1983
- Tamborina manilla Otte & Alexander, 1983
- Tamborina ocellata Chopard, 1951
- Tamborina pirra Otte & Alexander, 1983
- Tamborina wypanda Otte & Alexander, 1983